# Saint-Aulaire
Saint-Aulaire – miejscowość i gmina we Francji, w regionie Nowa Akwitania, w departamencie Corrèze.
Według danych na rok 1990 gminę zamieszkiwało 707 osób, a gęstość zaludnienia wynosiła 66 osób/km² (wśród 747 gmin Limousin Saint-Aulaire plasuje się na 186. miejscu pod względem liczby ludności, natomiast pod względem powierzchni na miejscu 541.).